# قرار مجلس الأمن التابع للأمم المتحدة رقم 3
قرار مجلس الأمن التابع للأمم المتحدة رقم 3، الذي اعتمد في 4 أبريل 1946، اعترف بأن القوات السوفيتية في إيران لا يمكن إزالتها في الوقت المناسب للوفاء بموعدها النهائي بموجب المعاهدة الثلاثية ولكنه طلب من الاتحاد السوفيتي إزالتها في أسرع وقت ممكن وأن لا تؤخر أي دولة عضو في أي حل من الأحوال هذه العملية. إذا كانت أية تطورات تهدد انسحاب القوات، طلب مجلس الأمن أن يكون على علم.
وقد اعتمد القرار بأغلبية 9 أصوات، مع حضور أستراليا وعدم تصويتها، وغياب اتحاد الجمهوريات السوفيتية الاشتراكية.